# Gnaphosa orchymonti
Gnaphosa orchymonti är en spindelart som beskrevs av Louis Giltay 1932. Gnaphosa orchymonti ingår i släktet Gnaphosa och familjen plattbuksspindlar.
Artens utbredningsområde är Makedonien. Inga underarter finns listade i Catalogue of Life.